# ジョーダン・モリス
ジョーダン・ペリー・モリス（Jordan Perry Morris, 1994年10月26日 - ）は、アメリカ合衆国・シアトル出身のサッカー選手。シアトル・サウンダーズFC所属。アメリカ代表。ポジションはFW（ウィング）。スタンフォード大学出身。

## 経歴

### キャリア初期
高校在学中、シアトル・サウンダーズFCのユースチームに所属。卒業後は世界で最も難関な大学と言われるスタンフォード大学に進学し、同校のサッカー部でプレー。2014年8月には、大学生ながらもアメリカ代表に初招集され、2015年にはNCAA男子ディビジョンIサッカーチャンピオンシップ優勝を果たした。
2016年1月、ヴェルダー・ブレーメンのトライアルに参加し契約をオファーされたが、本人がアメリカでのプレーを望んだためそのまま帰国した。

### シアトル・サウンダーズ
2016年1月、かつてユース時代を過ごしたシアトル・サウンダーズFCとプロ契約を締結した。2月23日、CONCACAFチャンピオンズリーグのクラブ・アメリカ戦でスタメン入りしプロデビュー。4月16日のMLS・フィラデルフィア・ユニオン戦でプロ初ゴール。2016年シーズンに12得点を記録し、2009年にスティーヴ・ザクアニが記録した新人最多ゴール記録を更新。クラブのMLSカップ制覇に貢献し、自身は年間最優秀新人選手に選出された。
2018年2月22日のCONCACAFチャンピオンズリーグ・サンタ・テクラFC戦で右膝前十字靭帯を断裂。シーズンを棒に振るが、12月にクラブとの契約を延長した。2019年3月3日のFCシンシナティ戦で戦列に復帰すると、2得点を挙げ4-1でのチームの勝利に貢献。10月19日のMLSカップ・FCダラス戦では自身初のハットトリックを記録した。
2020年シーズンはMLSで10得点を挙げ、ラウル・ルイディアスやニコラス・ロデイロらと共に年間ベストイレブンに選出。自身2度目となるMLSカップ優勝も経験する。
2021年1月22日、EFLチャンピオンシップのスウォンジー・シティAFCにシーズン終了まで期限付き移籍。ケイシー・パーマーやモーガン・ギブス＝ホワイトら攻撃陣をレンタルバックで失ったクラブに加入し、買い取りオプションも付帯している。

### 代表
2013年5月、U-20アメリカ合衆国代表の一員としてトゥーロン国際大会に参加。
スタンフォード大学に在学中の2014年8月に大学生ながらもA代表に初招集された。11月のイスラエル戦でフル代表デビュー。
2015年4月15日、メキシコとのフレンドリーマッチで代表初ゴール。2017 CONCACAFゴールドカップでは3得点を挙げ大会制覇に貢献した。
2022年、2022 FIFAワールドカップカタール大会に出場するアメリカ代表のメンバーに招集され、2試合に出場した。

## 代表歴

### 出場大会
- アメリカ代表
  - 2022 FIFAワールドカップ

### 試合数
- 国際Aマッチ 55試合 11得点（2014年-）[22]

| アメリカ代表 | 国際Aマッチ | 国際Aマッチ |
| 年           | 出場        | 得点        |
| ------------ | ----------- | ----------- |
| 2014         | 1           | 0           |
| 2015         | 6           | 1           |
| 2016         | 5           | 0           |
| 2017         | 12          | 4           |
| 2018         | 1           | 0           |
| 2019         | 14          | 5           |
| 2020         | 0           | 0           |
| 2021         | 1           | 0           |
| 2022         | 11          | 1           |
| 2023         | 4           | 0           |
| 通算         | 55          | 11          |

### 得点
2019年10月11日現在
| No | 開催日         | 会場           | 対戦国         | スコア | 結果 | 試合概要                        |
| -- | -------------- | -------------- | -------------- | ------ | ---- | ------------------------------- |
| 1. | 2015年4月15日  | サンアントニオ | メキシコ       | 1–0    | 2–0  | 親善試合                        |
| 2. | 2017年2月3日   | チャタヌーガ   | ジャマイカ     | 1–0    | 1–0  | 親善試合                        |
| 3. | 2017年7月12日  | タンパ         | マルティニーク | 2–0    | 3–2  | 2017 CONCACAFゴールドカップ     |
| 4. | 2017年7月12日  | タンパ         | マルティニーク | 3–2    | 3–2  | 2017 CONCACAFゴールドカップ     |
| 5. | 2017年7月26日  | サンタクララ   | ジャマイカ     | 2–1    | 2–1  | 2017 CONCACAFゴールドカップ     |
| 6. | 2019年9月10日  | セントルイス   | ウルグアイ     | 1–1    | 1–1  | 親善試合                        |
| 7. | 2019年10月11日 | ワシントンDC   | キューバ       | 3–0    | 7–0  | 2019 CONCACAFネーションズリーグ |

## 人物
1型糖尿病(Type 1 Diabetes)患者であり、基金を設立している。同じ病と闘う人々を勇気づけるため、腕に「T1D」のタトゥーを彫っている。
父親のマイケル・モリスはシアトル・サウンダーズのクラブドクターを務めている。

## タイトル
スタンフォード大学
- NCAA男子ディビジョンIサッカーチャンピオンシップ : 2015
- パシフィック12カンファレンス : 2015

シアトル・サウンダーズ
- MLSカップ : 2016, 2019

アメリカ合衆国代表
- CONCACAFゴールドカップ : 2017

個人
- ハーマン・トロフィー（英語版）: 2015
- MLSルーキーオブザイヤー : 2016
- MLSベストイレブン : 2020